# Vreghdenborg

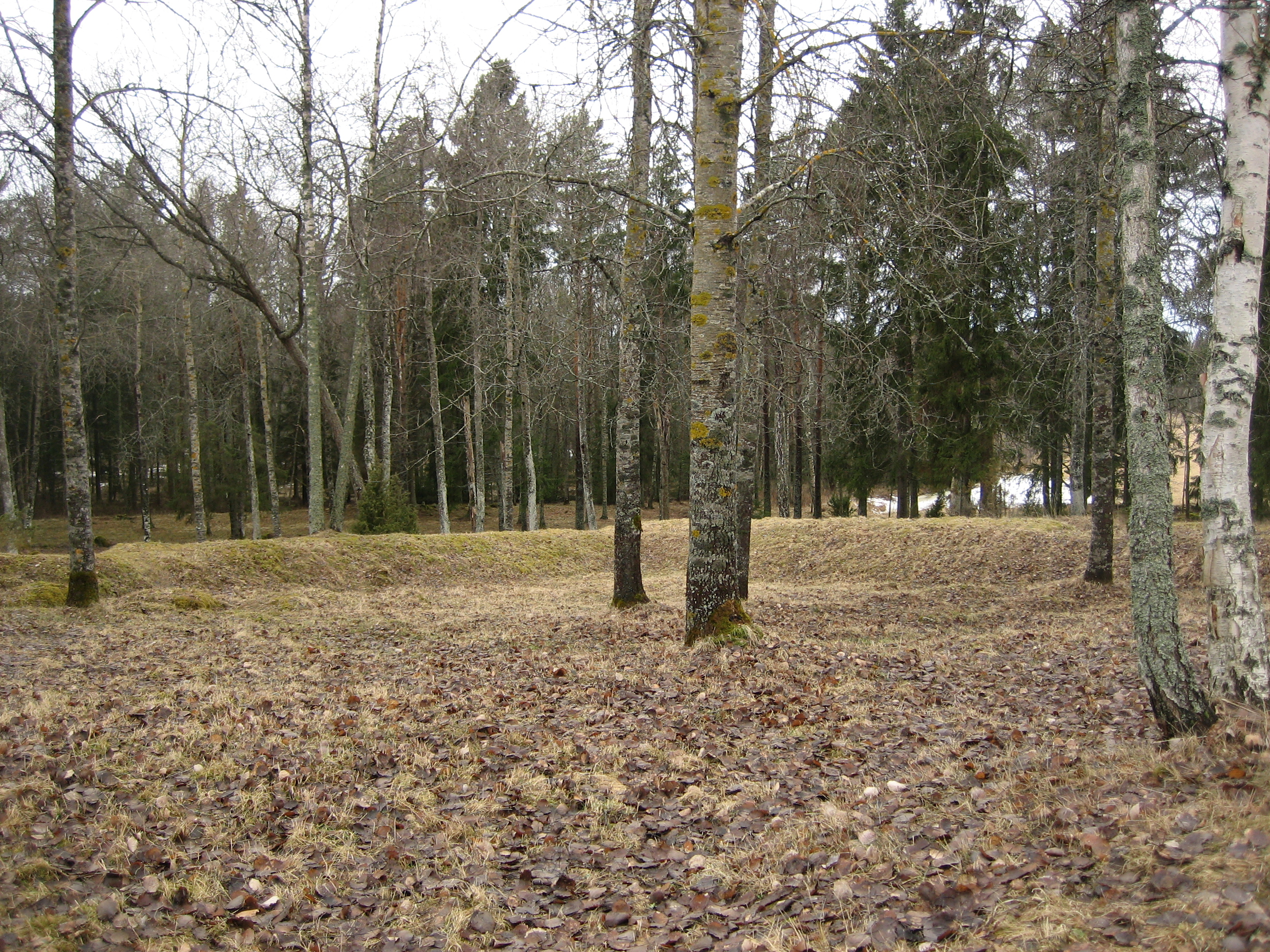
Borggården och vallen.

Vreghdenborg (finska: Liinmaan linna) var en medeltida fästning i socknen Euraåminne i landskapet Satakunda, Finland.
Borgen byggdes på en ö mellan mynningarna av Eura å och Lapinjoki floder. I dag ligger platsen cirka 300 meter från havet på grund av landhöjningen. Det antas att Vreghdenborg började uppföras på 1360-talet och övergavs på tidigt 1400-tal. Enligt en utgrävning 2004–2005 är det möjligt att borgen uppfördes redan på 1200-talet. Vreghdenborg var en av vitaliebrödernas baser på 1390-talet.
Borgen omnämns för första gången år 1397 i en brev av Knut Bosson Grip. Det möjliga ursprunget till namnet Vreghdenborg är det lågtyska ordet "vreden" (fred).

## Historia
Det är också möjligt att  borgen ingick i ett nät av skyddande borgar som planerades under  1360-talet.  Borgen nämns i kung Albrecht av Mecklenburgs brev år 1367. Brevet finns i Åbo domkyrkas Svartbok. Brevet gäller flyttningen av en borg som fanns i Kumo älv till Euraåminne i enlighet med kungens order. Möjligen flyttades borgen för att bönderna i Kumo inte längre klarade av underhållet av den gamla borgen. Också den nya borgen blev tung för bönderna.
Borgen eller befästningen skulle skydda mot pilar, belägringsstegar och stenslungor.. Borgen bestod av en rektangulär borggård med tre eller fyra byggnadsfundament, en yttre och en inre vall och en vallgrav mellan dem. På sjösidan, under ytan, har det funnits en låg stenmur, som antas var försedd med pålar. Troligen för  att hålla tillbaka krigsfartygen. Borgen togs ur bruk senast under 1400-talet. Vreghdenborg skiljer sig från de medeltida gråstensslotten i Finland, eftersom befästningen var byggd av trä. Vid utgrävningarna har man dock hittat rikligt med tegelfragment, vilket tyder på att någon del av befästningen kan ha varit byggd av tegel.  Arkeolog Jukka Luoto misstänker att befästningen var byggd i korsvirkesteknik. En stomme byggdes av lövträd och mellanrummen murades av tegel.  Tekniken användes under medeltiden i södra Skandinavien.

## Berättelser om befästningen
Enligt den lokala traditionen har Vreghdenborg varit ett tillhåll  för "pirater" och "sjörövare".Historien om pirater kan vara sann, eftersom  Vitaliebröderna använde Bottniska viken och dess kust som bas 1369-99 inklusive Korsholms slott Vitaliebröerna var pirater som stöddes av de städer som stödde Mecklenburg. De förorsakade störningar i den handel som Sverige och Hansan bedrev. Det finns också en annan legend relaterad till piraterna, enligt den skall ett stort byte ha begravts på borgområdet. Ännu på 1600-talet letade man efter skatten och i slutet av 1800-talet grävde en torpare på kullen och hittat en massa järnspikar. Enligt sägnen hittades skatten i början av 1700-talet av Mickel Simonsson, som anklagades för häxeri. Enligt senare folktro skulle österbottningarna listigt ha lagt beslag på den skatt som var gömd i slottets källare och placerat en stor kopparorm för att vakta skatterna.
Stället är också förknippat med den sorgliga historien om en borgherre, vars son kom från Sverige med ett skepp lastat med tegelstenar. Pojken hade skämtat och hissat fiendens flagga i masten. Borgherren försvarade befästningen och sänkte skeppet, och då dog hans son. Borgherren sägs ha låst in sig i slottets källare och låtit bränna sig själv, sin skatt och hela borgen.